# 敘事實踐

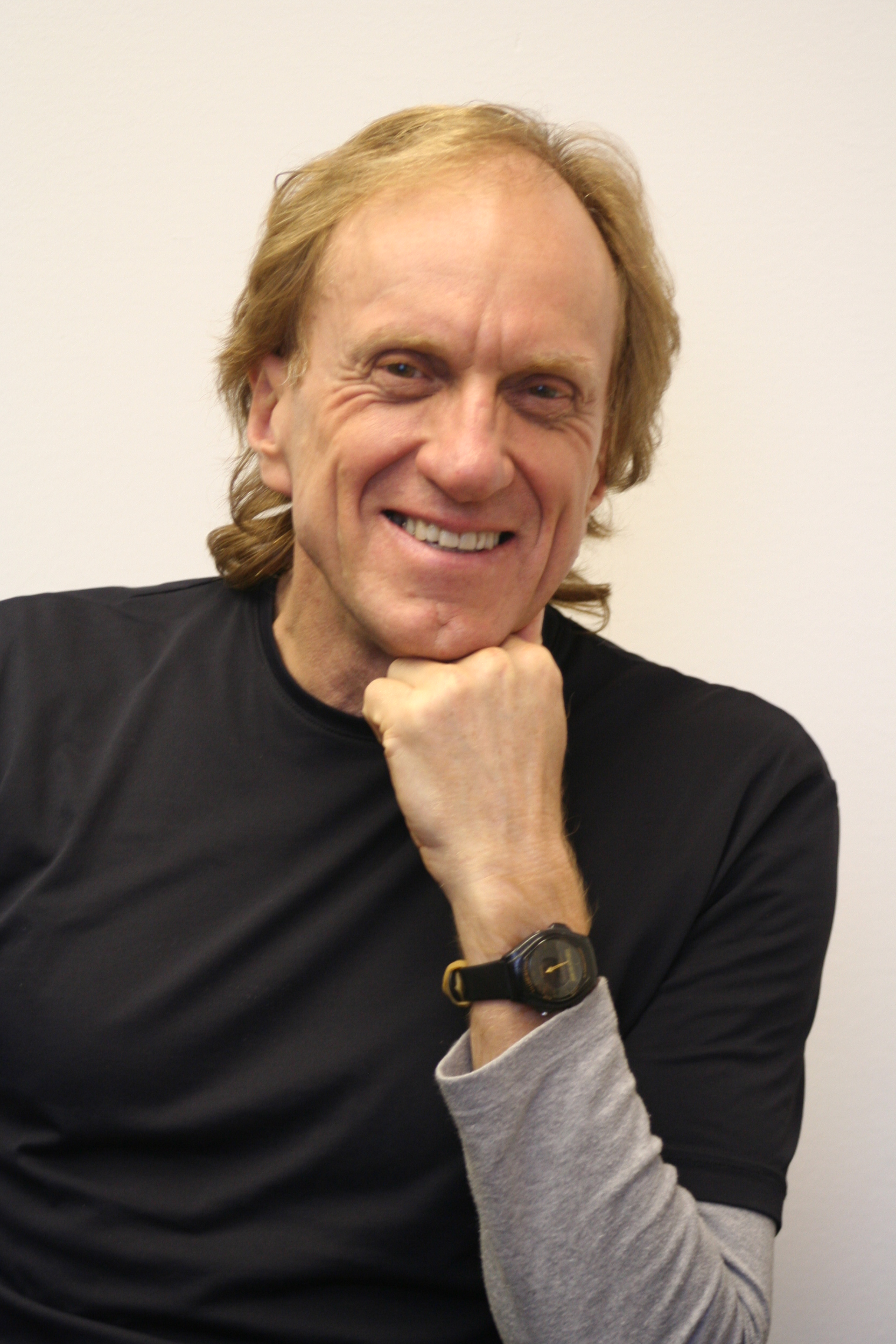
麥克·懷特

敘事實踐（或敘事治療，Narrative Practice/Narrative Therapy） 是心理治療的一種實踐取向，根植於後現代及社會建構理論，重視以合作且非病理化和標籤化的角度，從當事人視角理解問題的定義和產生。其主張將問題和人分離，尊重而不指責，視人們為自己生活的專家，敘事實踐相信人們具有許多技能、能力、價值觀、承諾、信仰和能力，而這些將幫助人們改變與影響他們生活的問題的關係。敘事實踐的對談過程並不著重於解決「問題」，而是通過各種問句協助人從已知而熟悉的問題故事（Problem story）中找出隱而未現（absent but implicit)的期望故事（Preferred story）。 敘事工作者認為自我身份認同受價值觀所影響，而價值觀又受故事所影響，所以通過探索價值觀的歷史故事，找出人的希望、夢想、承諾、目的等，與「人」共同撰寫關於自我身份認同的新敘事。 

## 敘事實踐的理論和技巧
敘事實踐由麥克·懷特（Michael White）及大衛·艾普斯頓（David Epston）於1970到1980年代建立，最初的相關文獻常見於澳洲家庭治療期刊 （页面存档备份，存于）。敘事實踐受女性主義、社會學、人類學、後結構主義等多方面的人文哲學影響，被認為是一種社會正義取向的治療性對話，挑戰影響人們生活的主流論述，試圖協助人們為自己發聲，其中一項理念為實踐過程是讓對方通過我們說話，而非只是和我們說話（Speaking though us, not just to us.）。雖然敘事的工作理論被歸類為家庭治療領域，但其理論應用並不局限於心理治療或諮商，許多實踐者在社區、教育、兒照等領域中都有應用敘事的概念進行社會工作或教學，並為減低治療一詞帶有的問題意涵、降低對談過程的權力不等，故稱之為敘事實踐。 
敘事治療在多年的發展下發展出以下的知識或技巧：麥克以地圖的隱喻發展出多個諮商過程中的探索文本，包括外化對話、重寫對話、重組會員對話、定義性儀式、突題特殊意義事件對話、鷹架結構等等；而大衛除了提供了敘事實踐的背景哲學，亦發展出治療性文件、局內人見證、生命寶藏等。至於敘事實踐於諮商的歷程，吉姆·度法和蘿拉·蓓蕊思以三幕劇的形式，建立了敘事實踐的歷程結構；大衛登伯勒則更多地發展在社群和團體工作中我敘事實踐應用。

### 敘事實踐的精神
大衛登伯勒（David Denborough, dd）從盧旺達應對創傷的團體經驗中，將敘事實踐的精神寫成宣言，以表達在實踐敘事的過程中應有的態度。
《敘事實踐故事講述權利宣言（草案）》
第一條     每個人都有權利以自己的說話和詞彙來定義其所面對的經驗和問題。
第二條     每個人都有權利以其經歷及和其他人的關係為背景來理解自身的生活。
第三條     每個人都有權利邀請他們重要的人參與從創傷中重新奪回自己生活的過程。
第四條     每個人都有權利免於被創傷和不公平引起的問題內化，將問題視為自己的缺陷。人不是問題，問題才是問題。
第五條     每個人都有權利讓他們回應創傷的方式得到肯定。沒有人在面對創傷時是被動接受的犧牲品。人們總是在回應。人們總是在抗議不公。
第六條     每個人都有權利讓他們的生存技巧和智慧得到尊重、尊敬和認可。
第七條     每個人都有權利知道並體會到他們在困難中所學可以為處於相似情況的他人作出貢獻。
第八條     每個人都有權利掌控自己的故事，例如和誰分享以及如何分享。故事擁有者的安全必須為首要考量。（2013年5月8日由緬甸的一群女性附加。）

## 外化對話
懷特認為，尋求協助的人相信，他們遇到的困擾反映自身或他人的問題，問題一定在於自己、他人或關係的某種本質與特性，人們相信問題是內在的。分離實施（dividing practice）、科學化分類和正常化診斷，都會促成個人將問題內化，形成做成負面的自我認同（problem identity），這種內化的自我（internal state of self）讓人認為問題出自於自身，相信問題的出現受到某種生理性的自我內在所決定。但自我認同是源於社會建構，相對內化的自我，懷特認為自我是意圖性的（intention state of self），由人的選擇和意圖決定，並且時刻受到身處的環境影響和改善，並因此發展出外化對話。外化對話的目的是將問題客觀化，使人和問題切割，讓人能好好審視問題本身，弱化問題對人的影響。
針對外化對話，懷特提議定位圖探索的概念，包括以下四個類型：
1. 協調出獨特且接近真實經驗的問題定義
2. 繪製問題影響地圖
3. 評估問題行為的效應影響
4. 為評估辯護

事實上，外化對話不只針對「問題」，更可以廣泛地胖來修正與再發展來談者的力量和資源。舉凡情緒、人際關係、文化與社會行為等都可以利用外化對話探索對人的影響，其目的在於將內化的自我認同分離，鼓勵當事人找出被內化問題或價值觀影響當事人的方式和策略，以及確認所有事項及意圖，藉此具象化評估該自我認同對當事人的影響，讓當事人找出生活中的目標或其他被忽略的珍貴事物。而這亦是敘事實踐的主要精神，「人不等於問題，問題才是問題。」

## 治療性文件
懷特和艾普斯頓指出，文書信件不只是一種文書體裁，更是一種溝通媒介。文件（書信、記錄、音樂等）能夠成為一種治療的真實建構的一種方式，與所有參與者或對當事人重要的人共享。信件能當成個案記錄，並且能與個人/家庭共享，將記錄以信件形式書寫時，治療師能更對當事人負責，所有相關人士都能閱讀、改正、質疑或驗證，達到共同敘說（co-authoring）的目的，減少權力的不對等，且比服務專業權威的報告更有「療效」。此外，以故事形式記錄比扼要的解說能容納更多事件及意圖，能讓參與的人更易聚焦於替代性故事而且受問題影響的主流故事。
Hugh Fox （2003）在他的回顧治療性文件一文中，總結出治療性文件的四個面向：
會談記錄：記錄當事人的進展，並在每次會談之間提供連接。
知識的記錄：記錄當事人應對問題或困境時的知識、能力，並讓其他人有機會聽到替代性的故事。
流通性文件：用來記錄當事人的期望故事、或乎合期望故事的證據，並分享給當事人的朋友、家人或支持著當事人重視的人等。
過渡儀式記錄：常用於治療結束時慶祝當事人成功應對問題。

### 相關理論
- 後現代主義
- 女性主義
- 現象學
- 後結構主義